# Piper nigrum
Il pepe (Piper nigrum L.) è una pianta della famiglia delle Piperacee, coltivata per i suoi frutti, che vengono poi fatti essiccare per essere usati come spezie. Lo stesso frutto, attraverso procedimenti di lavorazione diversi, è utilizzato per produrre il pepe bianco, il pepe nero e il pepe verde.
La pianta è nativa dell'India del sud ed è coltivata in modo estensivo sia in India che nei paesi tropicali. Il frutto maturo si presenta come una bacca color rosso scuro, ha un diametro di circa cinque millimetri e contiene un solo seme.
Il pepe è una delle spezie più comuni nella cucina europea e i suoi derivati sono conosciuti e apprezzati sin dall'antichità sia per il loro sapore che per il loro impiego nella medicina ayurvedica. Il suo gusto piccante è dato dalla piperina.

## Descrizione

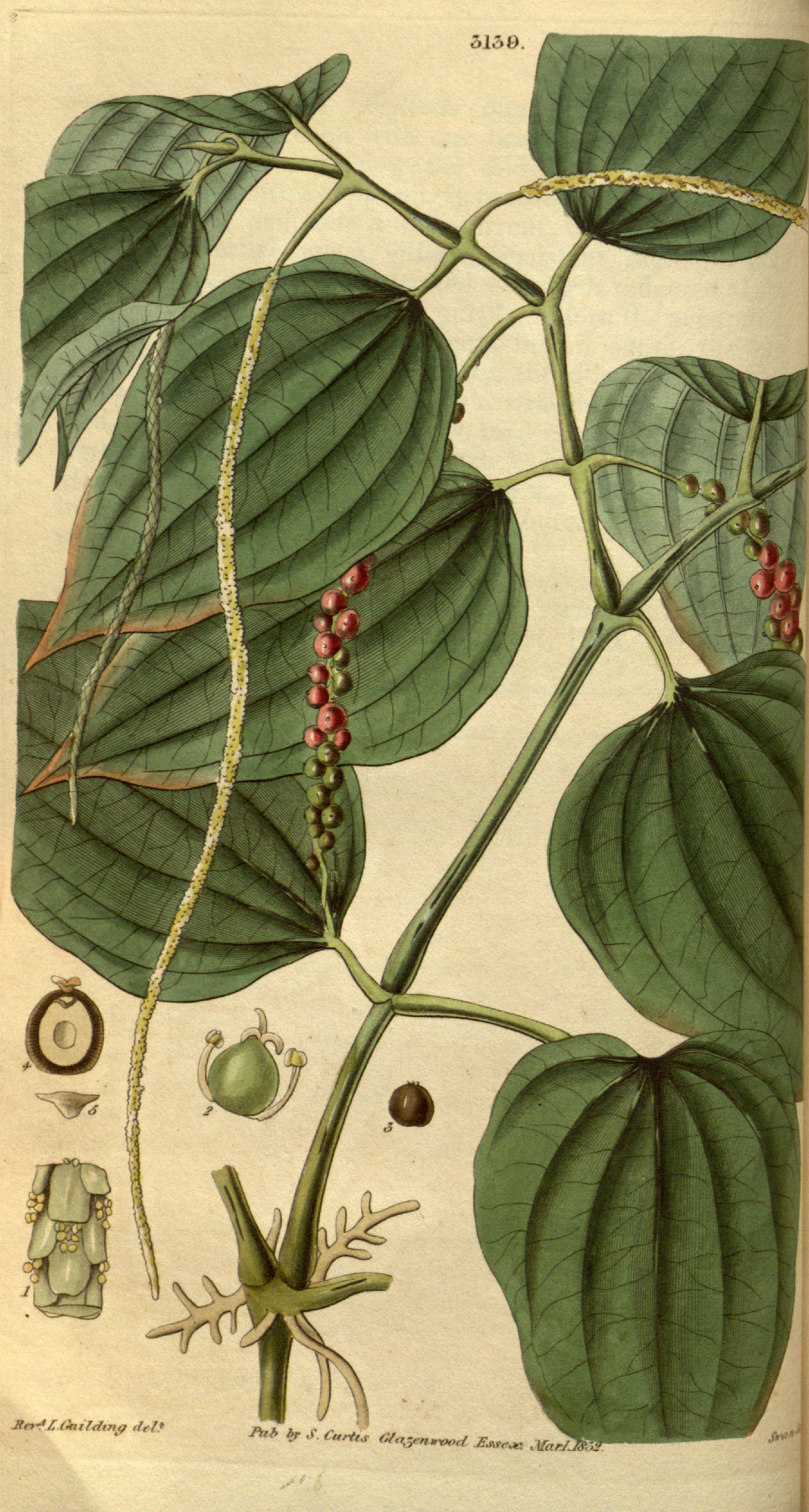
Piper nigrum da una stampa del 1832

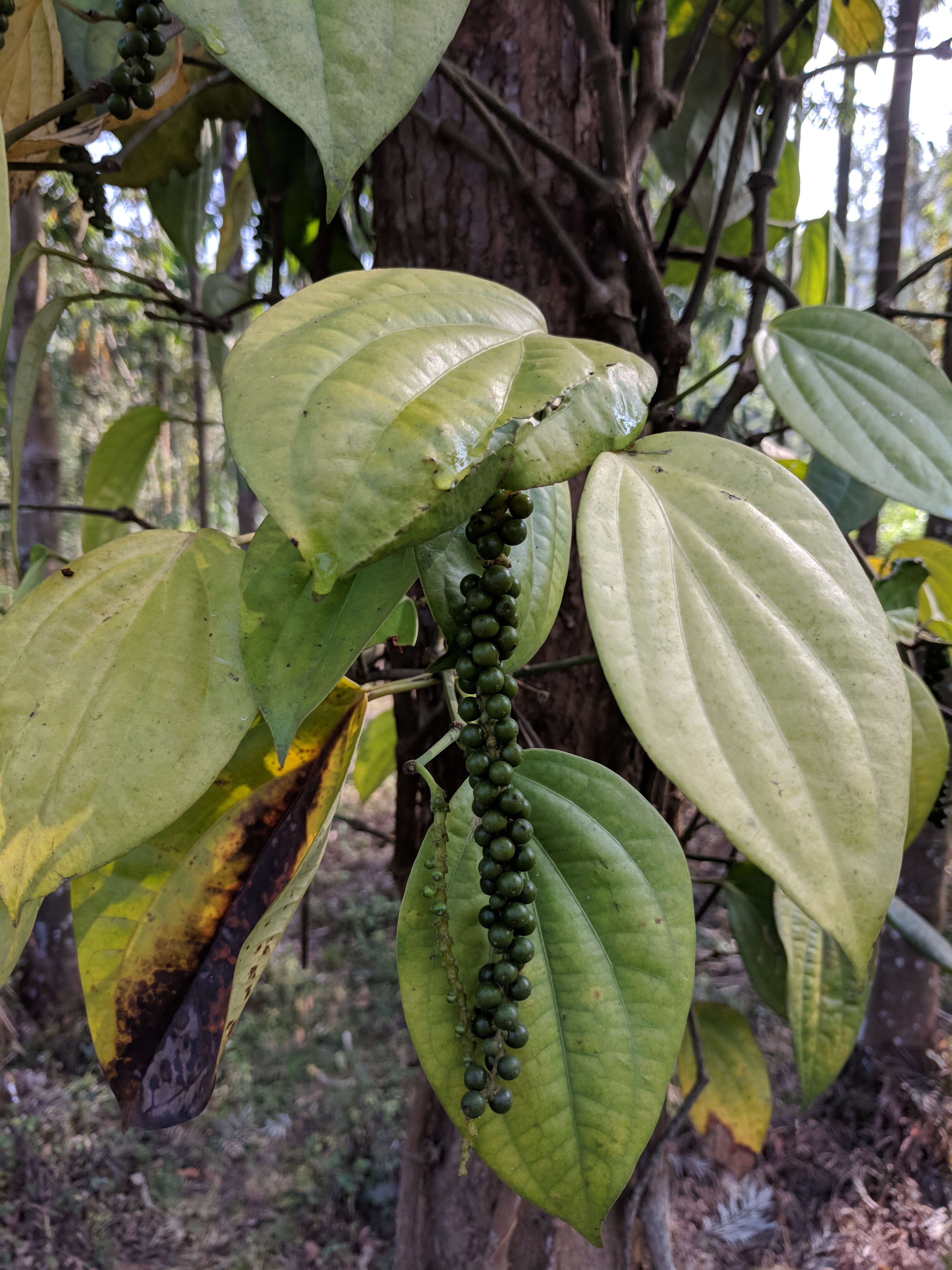
Pianta di Piper nigrum.

La pianta del pepe è una liana legnosa perenne che raggiunge i quattro metri di altezza. Le sue foglie, alterne, coriacee, ovali, sono lunghe dai cinque a dieci centimetri e larghe da tre a sei. I fiori sono piccoli e sbocciano su un asse pendulo, lungo circa otto centimetri, inserito alla base delle foglie. Le infiorescenze portano fiori sessili, a perianzio nullo, che possono essere unisessuali od ermafroditi. Il frutto è una drupa, contenente un solo seme (monosperma), di circa 5 mm di diametro, prima verde, poi rossa, a maturità. L'asse della spiga raggiunge la lunghezza di sette/quindici centimetri quando i frutti sono maturi.
L'albero del pepe cresce in terreni né troppo secchi né allagati, quindi in terreni umidi e ben concimati con materiali organici.
Le piante si propagano per talea (si usano i rami vegetativi e non quelli fruttiferi perché radicano male in quanto meno ricchi di carboidrati) di circa 50 centimetri che si aggrappa agli alberi vicini o che si arrampica a sporgenze dei muri. Favoriscono questa azione gli alberi dal tronco grinzoso. Le piante non devono essere molto folte ma tali da favorire l'ombra e permettere la ventilazione. Le radici vanno coperte di strame ed i germogli vanno potati due volte l'anno. Su suoli secchi le piante devono essere irrigate ogni due giorni, per i primi tre anni, nella stagione calda. Le piante producono frutti dal quarto/quinto anno e continuano a fruttificare per circa sette anni.
Le varietà vengono scelte per la qualità del frutto e per la loro longevità. Un singolo ramo produce in media dai 20 ai 30 germogli. La raccolta inizia appena una o due drupe alla base del peduncolo diventano rosse e prima che i frutti arrivino a maturazione. I frutti che restano sulla pianta cadono da soli e sono perduti per il raccolto. Le drupe raccolte vengono messe al sole per l'essiccazione e quindi vengono sgranate per estrarre i frutti.

## Sapori ed aromi

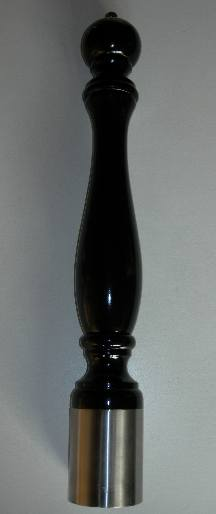
Un macinapepe da tavolo

Macinapepe (anni 1920)

Il pepe riceve la sua piccantezza quasi completamente dalla piperina, una sostanza che si trova sia nella polpa che nel seme.

La piperina raffinata è piccante circa l'uno per cento rispetto alla capsaicina contenuta nei peperoncini. La polpa, lasciata nel pepe nero, contiene anche importanti aromi quali terpeni, pinene, sabinene, limonene, cariofillene e linalolo che danno sapore di limone, di legno e di fiori. Questi profumi sono molto ridotti nel pepe bianco in quanto completamente privo della polpa. Il pepe bianco può contenere altri sapori (compreso odore di stantìo) a causa della lunga fermentazione.
Il pepe perde sapore ed aroma per evaporazione, pertanto la conservazione sotto vuoto aiuta a mantenere più a lungo l'originale fragranza della spezia. Il pepe perde sapore quando viene esposto alla luce, a causa della trasformazione della piperina.

Il pepe macinato perde subito il suo aroma e pertanto molte ricette di cucina raccomandano di macinare il pepe al momento. Macina pepe manuali vengono usati per macinare le spezie sia a tavola che in cucina. Macinini si trovavano nelle cucine europee sin dal XIV secolo ma il mortaio ed il pestello usati in precedenza rimasero in uso ancora per secoli.

## Commercio mondiale
Il pepe rappresenta, in valore monetario, il 20% del commercio di spezie nel mondo (2002). Il prezzo del pepe è instabile e fluttua molto di anno in anno. Ad esempio nel 1998 il valore del pepe rappresentò il 39% di tutte le spezie commercializzate. Il mercato mondiale del pepe è a Kochi.
Il Vietnam è recentemente diventato il maggior produttore mondiale di pepe. I maggiori produttori mondiali sono: Vietnam (85 000 tonn.), Indonesia (67 000 tonn.), India (65 000 tonn.), Brasile (35 000 tonn.), Malesia (22 000 tonn.), Sri Lanka (12 750 tonn.), Thailandia e Cina. Inoltre anche la Cambogia è stata un importante produttore storico di pepe. Celebre era infatti quello proveniente dalla località di Kampot. Il Vietnam domina l'esportazione mondiale vendendo sul mercato quasi totalmente la sua produzione.